# Octave Lapize
Octave Lapize (24. oktober 1887 – 14. juli 1917) var en fransk professionel landevejscykelrytter og banerytter, som er mest berømt for at have vundet Tour de France i 1910 og en bronzemedalje ved Sommer-OL 1908. Han har også vundet det klassiske endagsløb, Paris-Roubaix tre gange.
Han blev født i Montrouge og døde i Toul.